# Імай Руна
Імай Руна (15 серпня 2000) — японська плавчиня.
Учасниця Олімпійських Ігор 2016 року.
Призерка Чемпіонату світу з плавання на короткій воді 2018 року.
Призерка літньої Універсіади 2019 року.
Призерка Чемпіонату світу з плавання серед юніорів 2015 року.